# Pachydactylus mclachlani
Pachydactylus mclachlani — вид геконоподібних ящірок родини геконових (Gekkonidae). Ендемік Намібії.

## Поширення і екологія
Pachydactylus mclachlani мешкають в горах Карасберге на південному сході Намібії. Вони живуть в піщаній пустелі Калахарісеред каміння і в тріщинах серед скель. Зустрічаються на висоті від 600 до 1450 м над рівнем моря. Ведуть нічний спосіб життя, шукають їжу на землі. Відкладають яйця.